# 杉崎りょうこ
杉崎 りょうこ（すぎざき りょうこ、10月18日 - ）は、日本の声優、舞台女優。神奈川県出身。以前は劇団21世紀FOX、ケッケコーポレーションに所属していた。旧芸名は杉崎 綾子（読み同じ）。

## 出演

### テレビアニメ
2008年
- カオス;ヘッド（女子）
- かのこん
- 魔人探偵脳噛ネウロ（ファン）

### ゲーム
- カヌチ 白き翼の章（アサト）
- スゴロクロニクル〜右手に剣を左手にサイコロを〜（ディナル）
- 巫女舞 〜永遠の想い〜
- メタルウルフREV（おやっさん）
- SIREN:New Translation（河辺幸江（声））

### ドラマCD
- 少女ファイト
- 神官は王を狂わせる
- デビルメイクライ

### 吹き替え

#### テレビドラマ
- ザ・スイートライフ オブ ザック&コーディー